# ريبيكا غرانت
ريبيكا غرانت (بالإنجليزية: Rebecca Grant)‏ هي مغنية وممثلة بريطانية، ولدت في 1982 في المملكة المتحدة.

## وصلات خارجية
- ريبيكا غرانت على موقع IMDb (الإنجليزية)
- ريبيكا غرانت على موقع ألو سيني (الفرنسية)
- ريبيكا غرانت على موقع قاعدة بيانات الفيلم (الإنجليزية)
- ريبيكا غرانت على موقع كينوبويسك (الروسية)